# Vehículo Ligero de Asalto

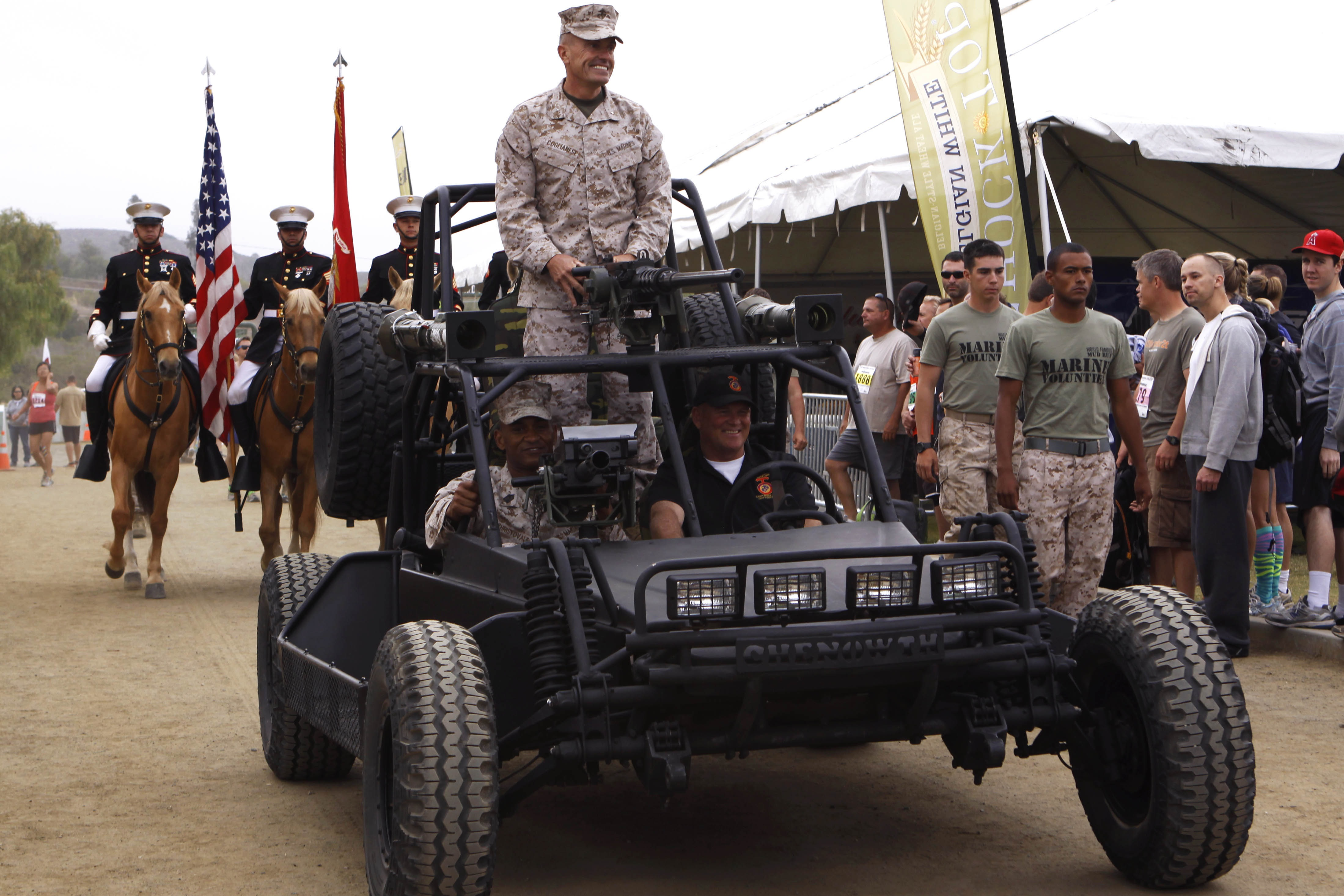
El vehículo simboliza y captura el evento celebrado en 1970, relevante para la historia del país

El Vehículo Ligero de Asalto - VLA (en inglés; Light Strike Vehicle - LSV) es una versión mejorada del Vehículo de Patrullaje del Desierto para el que es reemplazo. Existe una variedad de vehículos de asalto, incluyendo la versión de Chenowth, una del Singapore Technologies Engineering y una del Reino Unido (Longline LSV). A pesar de que las unidades convencionales del Ejército de los Estados Unidos remplazaron sus VPD con Humvees, las unidades de operaciones especiales adoptaron el VLA por su gran movilidad y dimensiones reducidas. A diferencia del VPD, el VLA ha sido exitosamente comercializado y exportado como vehículo ligero de ataque. 
La actual generación del modelo es el AVLA, con el prefijo A de Avanzado. Actualmente es utilizado por el cuerpo de marines, el ejército y la Armada de los Estados Unidos, al igual que por las fuerzas armadas de Grecia, México, Omán, Portugal y España. El Reino Unido retiro sus VLA a mediados de los 90.